# Episodi di 14º Distretto (trentesima stagione)
La trentesima stagione della serie televisiva 14º Distretto è stata trasmessa in anteprima in Germania da Das Erste tra il 6 marzo 2017 e il 6 novembre 2017.
| nº | Titolo originale           | Titolo italiano | Prima TV Germania | Prima TV Italia |
| -- | -------------------------- | --------------- | ----------------- | --------------- |
| 1  | So viele Jahre             | inedito         | 6 marzo 2017      | inedito         |
| 2  | Harrys Jubiläum            | inedito         | 13 marzo 2017     | inedito         |
| 3  | Wunder und Wünsche         | inedito         | 20 marzo 2017     | inedito         |
| 4  | Die Wölfin                 | inedito         | 27 marzo 2017     | inedito         |
| 5  | Dirks Sorgenkind           | inedito         | 3 aprile 2017     | inedito         |
| 6  | Für nix und für alles      | inedito         | 10 aprile 2017    | inedito         |
| 7  | Auf eigene Faust           | inedito         | 24 aprile 2017    | inedito         |
| 8  | Die Aufsteiger des Jahres  | inedito         | 8 maggio 2017     | inedito         |
| 9  | Daniel in der Löwengrube   | inedito         | 15 maggio 2017    | inedito         |
| 10 | Hunde, die bellen          | inedito         | 22 maggio 2017    | inedito         |
| 11 | Der einsamste Wal der Welt | inedito         | 29 maggio 2017    | inedito         |
| 12 | Auf Leben und Tod          | inedito         | 9 ottobre 2017    | inedito         |
| 13 | Oma Helmut                 | inedito         | 16 ottobre 2017   | inedito         |
| 14 | Wer ist Lothar Krüger?     | inedito         | 23 ottobre 2017   | inedito         |
| 15 | Ausnahmezustand            | inedito         | 30 ottobre 2017   | inedito         |
| 16 | Eine Dame verschwindet     | inedito         | 6 novembre 2017   | inedito         |